# Wojna kulturowa
Wojna kulturowa (ang. culture war) – pokojowy konflikt o charakterze politycznym, ideologicznym i cywilizacyjnym, toczony pomiędzy przedstawicielami określonych grup społecznych, zwłaszcza pomiędzy zwolennikami konserwatywnej i postępowej (liberalno-lewicowej) wizji świata. Jego przyczyną jest chęć narzucenia przez przedstawicieli podmiotów sporu własnej ideologii, obejmującej przekonania moralne, cnoty, wartości, poglądy na określone dziedziny życia społecznego, reszcie społeczeństwa poprzez zmiany w sposobie pojmowania otaczającego świata bądź zmiany w prawie powszechnie obowiązującym.